# Jednačina stanja idealnog gasa
Jednačina stanja idealnog gasa je jednačina stanja teoretskog idealnog gasa. Ona uz nekoliko ograničenja relativno dobro opisuje ponašanja mnogih realnih gasova, pod različitim uslovima. Ovaj zakon je prvi objavio Emil Klaperon 1834. godine, kombinujući Bojl-Mariotov zakon i Čarlsov zakon. Ona se isto tako može izvesti iz kinetičke teorije gasova, koju su razvili 1856. Avgust Kronig i 1857. Rudolf Klauzijus.
Stanje neke količine gasa se može odrediti sa pritiskom, zapreminom i temperaturom. Noviji oblik tog zakona je:
{\displaystyle PV=NkT\,}
gde je: p – apsolutni pritisak gasa, V – zapremina gasa (3), N – broj čestica u gasu, k – Bolcmanova konstanta (1,38•10−23 •−1) i T - apsolutna temperatura. Ponekad se može pisati kao:
{\displaystyle PV=nRT\,}
gde je: n – broj molova gasa, R – univerzalna gasna konstanta (8,314472 , jednaka umnošku Bolcmanove konstante i Avogadrovog broja.

## Jednačina
Stanje količine gasa je određeno njegovim pritiskom, zapreminom i temperaturom. Moderni oblik jednačine jednostavno povezuje ove veličine u dva osnovna oblika. Temperatura korištena u jednačini stanja je apsolutna temperatura: u SI sistemu mernih jedinica, izražena u Kelvinima.

### Opšti oblik
Najčešće korišten oblik je
{\displaystyle PV=nRT\,}
gde
- je pritisak gasa
- je zapremina gasa
- je količina materije gasa (u molovima)
- je idealna, ili univerzalna, gasna konstanta, jednaka proizvodu Bolcmanove konstante i Avogadrove konstante.
- je Temperatura gasa

U SI jedinicama, P se meri u paskalima, V se meri u kubnim metrima, n se meri u molovima, i T u Kelvinima.  ima vrednost 8,314 J/K·mol ili 0,08206 L·atm/ mol·K.

### Molarni oblik
Koliko je gasa prisutno se može specificirati dajući masu umesto hemijske količine materije gasa. Zato, alternativni oblik idealnog gasnog zakona ima svoju primenu. Hemijska količina (n (u molovima)) je jednaka masi (m (u gramima)) podeljenoj sa molarnom masom (M (u gramima po molu)):
{\displaystyle n={\frac {m}{M}}}
Zamenjujući n sa m/M, i uvodeći gustinu ρ = m/V, dobija se:
{\displaystyle \ PV={\frac {m}{M}}RT}
{\displaystyle \ P=\rho {\frac {R}{M}}T}
Definišući specifičnu gasnu konstantu specif. kao odnos R/M,
{\displaystyle \ P=\rho R_{\rm {specific}}T}
Ovaj oblik idealnog gasnog zakona je veoma koristan zato što povezuje pritisak, gustinu, i temperaturu u jedinstvenoj formuli nezavisnoj od količine gasa koji se posmatra. Alternativno, zakon se može napisati koristeći i specifičnu zapreminu v, recipročnu vrednost gustine, kao
{\displaystyle \ Pv=R_{\rm {specific}}T}
Često je, pogotovo u inžinjerskim primenama, predstavljati specifičnu gasnu konstantu simbolom R. U tim slučajevima, univerzalnoj gasnoj konstanti se obično daje drugi simbol da bi se razlikovala. U svakom slučaju, kontekst i/ili jedinice gasne konstante bi trebalo da pojasne da li je riječ o specifičnoj ili univerzalnoj gasnoj konstanti u jednačini.

### Statistička mehanika
U statističkoj mehanici, sledeća molekularna jednačina se izvodi iz prvih principa:
{\displaystyle \ PV=Nk_{B}T}
gde je P apsolutni pritisak gasa izmeren u paskalima; N je broj molekula u zadanoj zapremini V. kb je Bolcmanova konstanta koja povezuje temperaturu i energiju; i T je apsolutna temperatura izražena u Kelvinima.

## Primena u termodinamičkim procesima
Tabela ispod pojednostavljuje idealnu gasnu jednačinu za određene termodinamičke procese, čineći ovu jednačinu jednostavnijom za rešavanje koristeći numeričke metode.
Termodinamički proces se definiše kao sistem koji se kreće od stanja 1 do stanja 2, gde je broj stanja obeležen u indeksu. Kao što je naznačenu u prvom stubu tabele, osnovni termodinamički procesi se definišu tako da je jedna od fizičkih veličina gasa (P, V, T, ili S) konstantna tokom procesa.
Za dati termodinamički proces, radi specificiranja tipa određenog procesa, jedan od odnosa veličina gasa (odnosi navedeni u tabeli, pod stubom označenom kao „poznati odnosi”) mora biti određen (direktno ili indirektno). Takođe, veličina za koju je odnos poznat mora se razlikovati od veličine koja je bila poznata u prethodnom stubu (inače bi odnos bio 1, i ne bi bilo dovoljno informacija da se pojednostavi jednačina).
U tri zadnja stuba, veličine (P, V, ili T) u stanju 2 mogu se izračunati iz veličina u stanju 1 korištenjem navedenih jednačina.
| Proces                                                         | Konstantna veličina | Poznati odnos | 2 | 2 | 2 |
| -------------------------------------------------------------- | ------------------- | ------------- | - | - | - |
| Izobarski proces                                               | Pritisak            |               |   |   |   |
| Izobarski proces                                               | Pritisak            |               |   |   |   |
| Izohorski proces (Izovolumetrični proces) (Izometrični proces) | Volumen             |               |   |   |   |
| Izohorski proces (Izovolumetrični proces) (Izometrični proces) | Volumen             |               |   |   |   |
| Izotermski proces                                              | Temperatura         |               |   |   |   |
| Izotermski proces                                              | Temperatura         |               |   |   |   |
| Izoentropijski proces (Reversible Adijabatski proces)          | Entropija           |               |   |   |   |
| Izoentropijski proces (Reversible Adijabatski proces)          | Entropija           |               |   |   |   |
| Izoentropijski proces (Reversible Adijabatski proces)          | Entropija           |               |   |   |   |
| Politropični proces                                            |                     |               |   |   |   |
|                                                                |                     |               |   |   |   |
|                                                                |                     |               |   |   |   |

^  a. U izoentropnom procesu, sistemska entropija (S) je konstantna. Pod ovim uslovima, P1 V1γ = P2 V2γ, gde je γ definisano kao odnos toplotnog kapaciteta, koji je konstantan za kalorično savršeni gas. Vrednost koja se koristi za γ je obično 1,4 za dvoatomne gasove poput azota (N2) i kiseonika (O2), (i vazduha, koji je 99% dvoatomni). Takođe, γ je obično 1,6 za monatomske gasove poput plemenitih gasova helijuma (He) i argona (Ar). U motorima sa unutrašnjim sagorevanjem γ varira između 1,35 i 1,15, u zavisnosti od konstitutivnih gasova i temperature.

## Izvodi

### Empirički
Idealni gasni zakon se može izvesti kombinacijom dva empirička gasna zakona: kombinovanog gasnog zakona i Avogadrovog zakona. Kombinovani gasni zakon glasi
{\displaystyle {\frac {PV}{T}}=C}
Gde je C konstanta koja je direktno proporcionalna količini materije gasa, n (Avogadrov zakon). Faktor proporcionalnosti je univerzalna gasna konstanta, R, npr. C=nR.
Iz toga sledi
{\displaystyle PV=nRT\,}

### Teoretski

#### Kinetička teorija
Idealni gasni zakon se takođe može dobiti iz prvih principa koristeći kinetičku teoriju gasova, u kojoj nekoliko pojednostavljujućih pretpostavki se donosi, prvenstveno da su molekuli, ili atomi gasa tačkaste mase, koje poseduju masu ali ne značajne zapremine, i podilaze samo elastične sudare međusobno i sa stranama spremnika. U kolizijama je očuvan i linearni momentum i energija.

#### Statistička mehanika
Ako q = (qx, qy, q) i  obeležavaju radijus-vektor i vektor momentuma čestice idealnog gasa, respektivno. Neka F označava ukupnu silu na tu česticu. Onda je prosečna potencijalna energija čestice:
{\displaystyle {\begin{aligned}\langle \mathbf {q} \cdot \mathbf {F} \rangle &={\Bigl \langle }q_{x}{\frac {dp_{x}}{dt}}{\Bigr \rangle }+{\Bigl \langle }q_{y}{\frac {dp_{y}}{dt}}{\Bigr \rangle }+{\Bigl \langle }q_{z}{\frac {dp_{z}}{dt}}{\Bigr \rangle }\\&=-{\Bigl \langle }q_{x}{\frac {\partial H}{\partial q_{x}}}{\Bigr \rangle }-{\Bigl \langle }q_{y}{\frac {\partial H}{\partial q_{y}}}{\Bigr \rangle }-{\Bigl \langle }q_{z}{\frac {\partial H}{\partial q_{z}}}{\Bigr \rangle }=-3k_{B}T,\end{aligned}}}
gde je prva jednakost Njutnov drugi zakon, a druga linija koristi Hamiltonove jednačine i teoremu ekviparticije. Sumiranje preko sistema od N čestica daje
{\displaystyle 3Nk_{B}T=-{\biggl \langle }\sum _{k=1}^{N}\mathbf {q} _{k}\cdot \mathbf {F} _{k}{\biggr \rangle }.}
Po Njutnovom trećem zakonu i pretpostavci idealnog gasa, ukupna sila sistema je sila koju vrše zidovi spremnika u kojem je gas. Ova sila je data pritiskom P gasa. Sledi
{\displaystyle -{\biggl \langle }\sum _{k=1}^{N}\mathbf {q} _{k}\cdot \mathbf {F} _{k}{\biggr \rangle }=P\oint _{\mathrm {surface} }\mathbf {q} \cdot d\mathbf {S} ,}
gde je  infinitezimalni element površine zidova spremnika. Zato što je divergencija radijus-vektora q
{\displaystyle \nabla \cdot \mathbf {q} ={\frac {\partial q_{x}}{\partial q_{x}}}+{\frac {\partial q_{y}}{\partial q_{y}}}+{\frac {\partial q_{z}}{\partial q_{z}}}=3,}
teorija divergencije implicira da
{\displaystyle P\oint _{\mathrm {surface} }\mathbf {q} \cdot d\mathbf {S} =P\int _{\mathrm {volume} }\left(\nabla \cdot \mathbf {q} \right)dV=3PV,}
gde je  infinitezimalna zapremina unutar spremnika i V je ukupna zapremina spremnika.
Uvrštavanjem jedne od ovih jednačina u drugu se dobija
{\displaystyle 3Nk_{B}T=-{\biggl \langle }\sum _{k=1}^{N}\mathbf {q} _{k}\cdot \mathbf {F} _{k}{\biggr \rangle }=3PV,}
što implicira da je idealni gasni zakon za gas sa N čestica:
{\displaystyle PV=Nk_{B}T=nRT,\,}

## Odstupanje od realnih gasova
Jednačina stanja važi za idealne gasove, i u znatnoj meri za realne gasove. Budući da ona zanemaruje veličinu molekula i međumolekularna dejstva, jednačina stanja idealnog gasa je najtačnija za jednoatomske gasove, za visoke temperatura i male gustina gasova. Važnost međumolekularnog delovanja se smanjuje sa povećanjem toplotne kinetičke energije gasova, tj. sa povećanjem temperature. Detaljnija jednadžba stanja, kao što je van der Valsova jednačina, uzima u obzir veličinu molekula i međumolekulske sile.

## Izmenjeni oblici jednačine

### Molarni oblik
Broj molova (n) je jednak masi (m) gasa podeljenoj sa molarnom masom (M):
{\displaystyle n={\frac {m}{M}}}
Ako zamenimo n, i ako uzmemo za gustinu ρ = m/V, dobijamo:
{\displaystyle \ PV={\frac {m}{M}}RT}
{\displaystyle \ P=\rho {\frac {R}{M}}T}
Ako odredimo specifičnu gasnu konstantu  kao odnos R/M, dobijamo:
{\displaystyle \ P=\rho R_{\rm {specif.}}T}
Ovaj oblik je koristan jer povezuje pritisak, gustinu i temperaturu. Osim toga, jednačina se može pisati uzimajući u obzir specifičnu zapreminu v, koja je obrnuto proporcionalna gustini:
{\displaystyle \ Pv=R_{\rm {specif.}}T}

## Literatura
- Davis and Masten Principles of Environmental Engineering and Science. New York. 2002. ISBN 978-0-07-235053-1., McGraw-Hill Companies, Inc.
- Website giving credit to Benoît Paul Émile Clapeyron, (1799–1864) in 1834}-

## Spoljašnje veze
- Kalkulator zakona idealnog gasa
- „Website giving credit to Benoît Paul Émile Clapeyron, (1799–1864) in 1834”. Архивирано из оригинала 5. 7. 2007. г.
- Configuration integral (statistical mechanics) where an alternative statistical mechanics derivation of the ideal-gas law, using the relationship between the Helmholtz free energy and the partition function, but without using the equipartition theorem, is provided. Vu-Quoc, L., Configuration integral (statistical mechanics), 2008. this wiki site is down; see this article in the web archive on 2012 April 28.
- Gas equations in detail